# Svenstrup Dolphins GF
Svenstrup Dolphins GF er et dansk floorballhold, som har deres rødder i Svenstrup i Region Nordjylland. Dolphins førstehold spiller i øjeblikket (2014) i landets anden bedste række, 1. division vest. Holdet er en del af Svenstrup Godthåb Idrætsforening.
I sæsonen 2013-2014 kunne Svenstrup Dolphins fejre klubbens største succes nogensinde, nemlig en 1. plads i 1. division vest.